# The Mothers of Invention
A The Mothers of Invention amerikai rock and roll-együttes volt az 1960-as és 1970-es években. Leggyakrabban Frank Zappa dalait adták elő, bár esetenként a többi tag is írt dalt.
Az együttes eredetileg The Soul Giants néven működött, tagjai pedig a következők voltak: Jimmy Carl Black dobos, Roy Estrada basszusgitáros, Davy Coronado szaxofonos, Ray Hunt gitáros és Ray Collins énekes. Miután Collinsnak 1964-ben nézeteltérése támadt Hunttal, Hunt otthagyta a csapatot; helyét Frank Zappa vette át, aki csakhamar az együttes vezetőjévé vált.
1965 őszén Tom Wilson producer ellátogatott abba a klubba, ahol a The Mothers játszott. Lemezszerződést és 2500 dollár előleget ajánlott nekik.
A The Mothers és Wilson több hónapot és több ezer dollárt fordított az együttes első (ráadásul dupla) albumának, a Freak Out!-nak a felvételére. Kiadójuk, az MGM nyomására (azt hitték, hogy nevük a „motherfuckers” rövidítése) új nevet vettek fel: The Mothers of Invention. Az album 1966 júliusában jelent meg, a Mothers pedig turnéra indult.
A Freak Out!-ból az MGM kiadásában mindössze 30 ezer darab fogyott. Válaszlépésként a kiadó a következő album költségeit 11 ezer dollárra maximálta. Az együttes tovább dolgozott, Zappa vezetésével további két albumot vettek fel: az 1967-es Absolutely Freet és az 1968-as We’re Only in It for the Moneyt.

## Diszkográfia
- Freak Out! – 1966. július
- Absolutely Free – 1967. május 26.
- We’re Only in It for the Money – 1968. január
- Cruising with Ruben & the Jets – 1968. október
- Mothermania – 1969. március
- Uncle Meat – 1969. június
- Burnt Weeny Sandwich – 1970. február
- Weasels Ripped My Flesh – 1970. augusztus
- Fillmore East – June 1971 – 1971. június
- 200 Motels – 1971. október
- Just Another Band from L.A. – 1972. április
- Over-Nite Sensation – 1973. szeptember
- Roxy & Elsewhere – 1974. szeptember 10.
- One Size Fits All – 1975. június 25.
- Bongo Fury – 1975. október
- The Grandmothers – 1980. (Frank Zappa nélkül)
- You Can’t Do That on Stage Anymore Vol. 1 – 1988. május 16.
- You Can’t Do That on Stage Anymore Vol. 2 – 1988. október
- You Can’t Do That on Stage Anymore Vol. 3 – 1989. november
- You Can’t Do That on Stage Anymore Vol. 4 – 1991. június 14.
- Beat the Boots – 1991. július
- Beat the Boots II – 1992. június 16.
- You Can’t Do That on Stage Anymore Vol. 5 – 1992. június
- You Can’t Do That on Stage Anymore Vol. 6 – 1992. október 23.
- Playground Psychotics – 1992. október
- Ahead of Their Time – 1993. március 23.
- The Lost Episodes – 1996. február 27.
- Mystery Disc – 1998. szeptember 14.
- FZ:OZ – 2002. augusztus 16.
- Joe's Corsage – 2004. május 30.